# Tribromsilan
Tribromsilan ist eine chemische Verbindung aus der Gruppe der Silane.

## Gewinnung und Darstellung
Tribromsilan kann durch Reaktion von Silicium mit Bromwasserstoff gewonnen werden. Dieses Verfahren wurde bereits 1857 bei der ersten Synthese von Friedrich Wöhler und Heinrich Buff beschrieben.
{\displaystyle \mathrm {Si+3\ HBr\longrightarrow SiHBr_{3}+H_{2}} }

## Eigenschaften
Tribromsilan ist eine farblose, leicht bewegliche, an Luft stark rauchende Flüssigkeit, die in kaltem Wasser zu Kieselsäure und Bromwasserstoff hydrolysiert. Sie entflammt leicht an Luft.